# Euplexia aurigera
Euplexia aurigera är en fjärilsart som beskrevs av Walker 1858. Euplexia aurigera ingår i släktet Euplexia och familjen nattflyn. Inga underarter finns listade i Catalogue of Life.